# Pretty Boy, Dirty Boy
Pretty Boy, Dirty Boy es el segundo álbum de estudio del cantautor y Actor colombiano Maluma, lanzado el 30 de octubre de 2015 por la discográfica Sony Music Latin. El cantante afirma que el álbum venía gestándose desde 2012, grabando 80 canciones, de los cuales ninguno llegó al corte final. El título del álbum viene de la dualidad de estilos en el cantante, Pretty Boy con baladas suaves mientras Dirty Boy contiene canciones de reguetón.

## Lista de canciones
| Pretty Boy, Dirty Boy |                                    |          |  |
| N.º                   | Título                             | Duración |  |
| 1.                    | «Borró cassette»                   | 3:27     |  |
| 2.                    | «¿Dónde estás?» (con Farruko)      | 3:17     |  |
| 3.                    | «El perdedor»                      | 3:27     |  |
| 4.                    | «Me gustas»                        | 3:37     |  |
| 5.                    | «Sin contrato»                     | 3:41     |  |
| 6.                    | «Una aventura» (con Alexis & Fido) | 3:50     |  |
| 7.                    | «Tengo un amor» (con Leslie Grace) | 3:47     |  |
| 8.                    | «Pretextos» (con Cosculluela)      | 3:48     |  |
| 9.                    | «Ya no es niña»                    | 3:35     |  |
| 10.                   | «Solos» (con El Micha)             | 3:27     |  |
| 11.                   | «Tu cariño» (con Arcángel)         | 3:07     |  |
| 12.                   | «Recuérdame»                       | 3:10     |  |
| 13.                   | «La misma moneda»                  | 3:41     |  |
| 14.                   | «Vuelo hacia el olvido»            | 3:33     |  |
| 15.                   | «El tiki»                          | 3:01     |  |
| 16.                   | «Carnaval»                         | 3:34     |  |
| 53:22                 |                                    |          |  |

## Posición en listas
| Listas (2015)                 | Mejor posición |
| ----------------------------- | -------------- |
| Billboard Top Latin Albums    | 1              |
| Billboard Latin Rhythm Albums | 1              |